# Andrei Karpowitsch
Andrei Wladimirowitsch Karpowitsch (kasachisch/russisch Андрей Владимирович Карпович; * 18. Januar 1981 in Semipalatinsk) ist ein ehemaliger kasachischer Fußballspieler und heutiger Trainer.

## Karriere
Karpowitsch begann seine Karriere 1998 beim FC Semei. Der Mittelfeldspieler spielte von 2007 bis 2008 beim FK Dynamo Moskau. Im Februar 2009 wechselte er zum kasachischen Erstligisten Lokomotive Astana. Nach nur einer Spielzeit wurde er vom FK Aqtöbe verpflichtet. Von 2012 bis 2013 lief der Karpowitsch für Ordabassy Schymkent auf.

### Nationalmannschaft
Er wurde 54-mal in der Kasachischen Fußballnationalmannschaft eingesetzt und erzielte dabei drei Tore.

## Erfolge
- Kasachischer Meister: 1998, 2004
- Russischer Pokalfinalist: 2003
- Bester zentraler Mittelfeldspieler Kasachstans: 2004, 2005